# Kaliskie Towarzystwo Kolarskie
Kaliskie Towarzystwo Kolarskie Kalisz (KTK Kalisz) – towarzystwo sportowe o profilu kolarskim z siedzibą w Kaliszu.

## Historia
Historia KTK sięga 1925 roku, kiedy to grupa działaczy powstałego wcześniej towarzystwa sportowego Prosna postanowiła utworzyć klub otwarty na młodzież uboższą. W 1934 roku utworzono sekcję kolarską wyposażoną w najniezbędniejszy sprzęt. Niestety II wojna światowa przerwała dalszy rozwój klubu, co w konsekwencji przyniosło 5-letnią przerwę w oficjalnej działalności.
W 1945 nastąpił rozkwit kół sportowych, m.in. "Bielarnia", "Pluszownia", "Garbarnia" Na przełomie 1948-49 decyzją władz związkowych połączono wszystkie działające w Kaliszu koła sportowe w jeden klub. Tym sposobem powstało Zrzeszenie Sportowe "Włókniarz". W 1955 rozpoczęły się prace remontowo-budowlane. Zbudowany został budynek administracyjno-gospodarczy oraz wyremontowano trybuny i naprawiono tor kolarski. W roku 1968 zdecydowano o zorganizowaniu w Kaliszu Centralnej Spartakiady Młodzieży w kolarstwie torowym. W tym samym roku jesienią, rozpoczęto obiektu, która zakończyła się pełnym sukcesem i nic nie stało na przeszkodzie by rozpocząć spartakiadę, która odbyła się w sierpniu 1969 roku. Brązowy medal dla Włókniarza zdobył Jerzy Głowacki.
W roku 1972 przystąpiono do kolejnych modernizacji na kaliskim torze, zamontowano pełne oświetlenie, dzięki czemu zaistniała możliwość ścigania się również po zmroku. W 1973 klub zorganizował zakończenie etapu XXX Jubileuszowego wyścigu dookoła Polski, co było ogromnym sukcesem organizacyjnym klubu. Pod koniec lat 80. nastąpił spadek zarówno organizacyjny jak i finansowy. Klubowi groziła upadłość. 6 marca zarząd klubu podał się dymisji, po dość burzliwej naradzie podjęta została uchwała, dzięki której działacze kolarscy otrzymali upoważnienia do kontynuowania działalności klubu przejmując od "Włókniarza" zobowiązania i tradycje. W konsekwencji 6 marca klub sportowy "Włókniarz" przestał istnieć, rozbity został na dwa odrębne kluby.

## Kolarstwo
Po zakończeniu II wojny światowej reaktywowano Klub Sportowy "Bielarnia". Atutem klubu była sekcja kolarska, która borykała się z wieloma problemami i trudnościami. Brakowało sprzętu, strojów, zawodnicy inwestowali własne pieniądze na zakup ogumienia, części czy też strojów, szkoleniowcy natomiast pełnili swoje funkcje społeczne. W roku 1974 sekcję zarejestrowano w Polskim Związku Kolarskim. Od połowy lat 60. kolarstwo stało się popularne wśród młodzieży. Na zakup sprzętu pozwalały dotacje urzędowe oraz związkowe, metody szkoleniowe Leona Mareckiego stwarzały idealny klimat do osiągania dobrych wyników. Dowodem na to było niewątpliwie odkrycie talentu Jerzego Głowackiego, który zapoczątkował "złotą epokę" kaliskiego kolarstwa. Wystąpił jako reprezentant Polski na Olimpiadzie w Monachium oraz dwukrotnie na mistrzostwa świata. Sekcja kolarska cały czas się rozrastała, zaczęło brakować odpowiednio wyszkolonej kadry szkoleniowej, trwał nabór kolejnych roczników młodzieżowych. Wraz z Leonem Mareckim przez dwa sezony szkoleniem zajmował się Wacław Latocha, zdobywca m.in. srebrnego medalu podczas mistrzostw świata w kolarstwie torowym w 1967 w Amsterdamie.
Od 1968 roku klub prowadził Bogdan Jamroszczyk. Jego celem było wprowadzić kaliskie kolarstwo na czołowe miejsce w Polsce. W 1975 roku na jego wniosek do klubu zaangażowany został Józef Jankowski, który zajął stanowisko trenera-koordynatora. Osobiście szkolił grupy seniorów i orlików, pozostałymi grupami opiekowali się Leon Marecki i Andrzej Landuch. Efektem współpracy szkoleniowców był żywy rozwój klubu.
W latach 90. zlikwidowano Kaliski Klub Sportowy "Włókniarz", jednak mimo tego wielu zawodników kontynuowało swoją karierę w KKS Hellena. Po Jerzym Głowackim miejsce w historii kaliskiego kolarstwa zajął Wojciech Pawlak, reprezentant Polski na Olimpiadzie w Seulu i Barcelonie, wielokrotnie brał udział w mistrzostwach świata i Europy.
Kolejnymi szkoleniowcami byli:
- Krzysztof Dąbrowski
- Jacek Kasprzak

Zmiany wprowadzane w latach 1992-94 nie obniżyły poziomu sportowego. W 1995 roku do klubu dołączył Krzysztof Perz, w 2002 Bartłomiej Kryszak, a w 2007 Paweł Bronz.
W 2016 w Aigle w Szwajcarii, zawodnik Kaliskiego Towarzystwa Kolarskiego - Szymon Krawczyk, został mistrzem świata w kolarstwie torowym juniorów.

## Imprezy
Kaliskie Towarzystwo Kolarskie oprócz szkolenia zawodników, w sezonie 2008 zorganizowało na terenie miasta Kalisza i okolic następujące imprezy kolarskie:
- Zawody torowe o Wielką Nagrodę miasta Kalisza
- Wyścig "Szlakiem Bursztynowym – Hellena Tour 2008"
- Finał Pucharu Polski, Wyścig Młodości 2008

W 2009 zaplanowana została organizacja imprez:
- XXIV Ogólnopolski wyścig kolarski Szlakiem Bursztynowym
- Wyścig torowy z okazji święta Miasta Kalisza
- Wyścig Młodości 2009 – Puchar Polski